# Copris cheni
Copris cheni là một loài bọ cánh cứng trong họ Bọ hung (Scarabaeidae).